# Хартія основних прав Європейського Союзу
Хартія Європейського Союзу про основні права — документ, що закріплює головні політичні, соціальні та економічні права громадян Європейського Союзу. Проєкт документа був підготовлений Європейською Конвенцією протягом грудня 1999 року — жовтня 2000 року і урочисто проголошений на засіданні Європейської Ради в Ніцці 7 грудня 2000 року, а згодом опублікований у частині «С» Official Journal. Проте потім його правовий статус був невизначеним, і в нього не було повної юридичної сили до набрання чинності Лісабонського договору 1 грудня 2009 року.

## Історія
Хартія Європейського союзу з прав людини є кінцевим результатом спеціальної процедури, яка не має прецедентів в історії Європейського союзу та складалась з нижченаведених етапів.

3-4 липня 1999 року в Кельні Європейська рада доручила розробку Хартії Конвенції, провела своє установче зібрання в грудні 1999 року і прийняла проєкт 2 жовтня 2000 року. Європейська Рада 13-14 жовтня 2000 року одноголосно схвалила проєкт і направила його на розгляд до Європейського парламенту та Європейської комісії.

Європейський Парламент дав свою згоду 14 листопада, а комісія 6 грудня 2000 року. Голови Європейського парламенту, ради і комісії підписали і проголосили Хартію від імені своїх установ 7 грудня 2000 року в Ніцці. Таким чином, три вищезазначені установи Європейського Союзу (рада, комісія і парламент) постановили, що Хартія відповідає всім формальним вимогам (на даний момент), щоб представляти основні принципи прав людини союзу. Однак юридичної сили Хартія з цими рішеннями не набула.

## Специфіка

### Судові справи
Незабаром після набрання чинності Договору про ЄЕС, Співдружність позиціонувала себе, як головна політична структура з різними напрямками діяльності за рамками своїх економічних цілей. У 1964 році Європейський суд виніс своє рішення у справі Коста проти ENEL, в якій йшлося про те, що права Союзу повинні мати пріоритет у випадку колізії з національним законодавством. Це означало, що національні уряди не можуть використати розбіжності у законодавстві на власну користь, а також, що потенційно ЄЕС може безперешкодно обмежити права, закріплені у конституціях країн-членів.

Ця проблема постала ще в 1970 році у справі Handelsgesellschaft, коли німецький суд постановив, що частина законодавства ЄЕС порушує Основний закон Німеччини. На звернення з німецького суду, Європейський суд ухвалив, що застосування закону Співдружності не може залежати від його узгодженості з національними конституціями, а основні права є невід'ємною частиною загальних принципів законодавства Європейського Співтовариства, тому, в цьому випадку всі розбіжності суперечать європейському закону.

Таким чином Європейський суд у справі Handelsgesellschaft створив вчення неписаного права у законодавстві Співтовариства. У той час як основні права було затверджено в 1977 році і укладено в Маастрихтському договорі в 1999 році, в якому Європейська Рада офіційно ініціювала процес розробки кодифікованого каталогу основних прав ЄС.

## Правовий статус

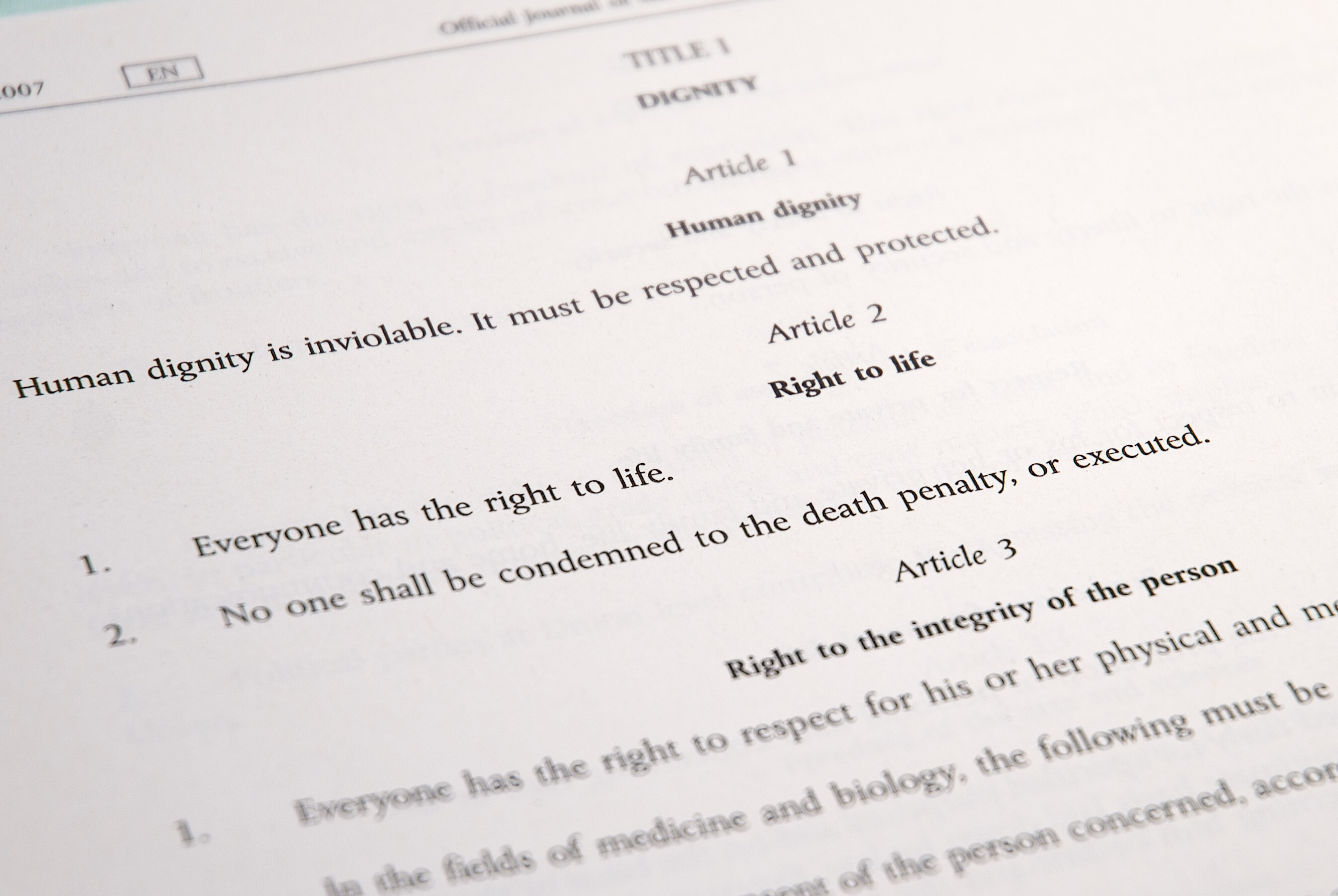
Стаття 2 Хартії підтверджує заборону смертної кари в ЄС

Після набуття чинності Лісабонського договору в 2009 році Хартія має таку ж юридичну силу, як договори Європейського Союзу. Хартія у зазначеному договорі є новою редакцією документа, створеного у 2000 році, який урочисто оголосили три установи за день до підписання Лісабонського договору.

Згідно зі статтею 51, пунктом 1 Хартії, «положення Хартії адресуються інститутам та органам Європейського Союзу при дотриманні принципу субсидіарності, а також до країн-членів виключно у випадках застосування ними права Європейського Союзу. Відповідно вони дотримуються права, принципів і сприяють їх використанню відповідно до своєї компетенції». Крім того, за статтею 6 нової редакції Договору про Євросоюз та статтею 51 пунктом 2 Хартії, «ця Хартія не створює нових повноважень і не ставить нових завдань перед Співтовариством та Європейським Союзом, і не змінює їх повноваження та завдання, визначені в договорах». Наслідком цього є те, що ЄС не зможе прийняти законодавчі заходи для захисту права, викладені в Хартії, якщо цього не встановлено в Договорах ЄС. Окрім того, особа зможе у суді захистити права, прописані в Хартії, тільки якщо рівнозначні права наявні в національному законодавстві її країни походження. Саме цей останній пункт став предметом найбільших дискусій.

Хартія була не першою спробою поставити принцип прав людини в основі закону Європейського союзу. Всі держави-члени ЄС і країни-кандидати підписали Європейську конвенцію з прав людини, тому багато принципів з Конвенції, такі, як право на справедливий судовий розгляд, були прийняті як основа для європейської юриспруденції ще до їх офіційного повторення в Хартії.

При тлумаченні прав людини, передбачених загальними принципами права ЄС (описано в розділі Судові справи вище), Європейський суд розглянув питання про права, закріплені у цих загальних принципах, застосовуваних державами-членами. Потім виніс рішення у справі Джонстона проти Ольстерських Королівських Констеблів, що право на справедливі процедури є одним із загальних принципів права ЄС, в справі Кремзов проти Австрії Європейський суд повинен був вирішити, чи зобов'язана країна-член застосовувати цей принцип у випадку неправомірного засудження за вбивство. Юристи Кремзова стверджували, що його протиправні засудження і вирок необхідно розглядати під кутом порушення права на свободу пересування в рамках законодавства ЄС. Європейський суд у відповідь заявив, що, оскільки закони, за якими Кремзова було засуджено не були прийняті для забезпечення дотримання законодавства ЄС, його справа не підпадає під його дію.

Формулювання у справі Кремзова проти Австрії, посилаючись на «сфери застосування законодавства ЄС», відрізняється від формулювань в Хартії, яка є частиною законодавства ЄС. Відтак поправки у пояснювальній записці, яка видається разом з Хартією в 2007 році відображають рішення Європейського суду у даній справі як прецедент.

### Британсько-польський протокол
Під час підготовки Лісабонського договору 2007 р. дві держави-члени (Велика Британія та Польща) отримали для себе частковий виняток з дії соціальних положень Хартії. Зазначені держави-члени будуть підпорядковуватися цим положенням лише за умови, що аналогічні за характером правила вже передбачені в їх внутрішніх правових системах. Зокрема, в судах цих країн зацікавлені особи можуть посилатися на соціальні права з розділу IV Хартії, тільки якщо рівнозначні права наявні в національному законодавстві Великої Британії або Польщі.

Згаданий виняток зафіксований в одному з нових протоколів, доданих Лісабонським договором до установчих документів ЄС: «Протокол про застосування Хартії основних прав Європейського Союзу до Польщі та Сполученого Королівства». Під час підписання Лісабонського договору Польща виступила із спеціальною декларацією, доданою до Заключного акта Міжурядової конференції 2007 року. («Декларація Республіки Польща стосовно Протоколу про застосування Хартії основних прав Європейського Союзу до Польщі та Сполученого Королівства» — Декларація № 62). Згідно з цією Декларацією соціальні та трудові права, закріплені у розділі IV Хартії, повною мірою дотримуються Польщею вже в цей час.

Обидві країни, до яких в даний час застосовується протокол приєдналися до нього з різних причин. Велика Британія спочатку виступала проти юридичної обов'язковості Хартії у зв'язку з побоюваннями, що це призведе до масового звернення британських громадян до Європейського суду в спробах здійснення своїх прав вкладених у Хартію у Великій Британії, і до збільшення витрат для бізнесу У той час як британці прийняли юридично обов'язкові хартійні права в ході переговорів щодо неприйнятої Європейської Конституції, вони обговорили протокол у рамках переговорів Лісабона який, на думку тодішнього британського міністра у справах Європи, гарантуватиме, що Хартія не буде розширювати повноваження Європейського суду справедливості над законом Великої Британії.

В результаті, зважаючи на те, що проблеми з Хартією були пов'язані з її передбачуваною ліберальною позицією з соціальних питань, у вересні 2007 року польський уряд звернувся з проханням включити Польщу до британського протоколу.

Існують розбіжності в поглядах щодо правового ефекту протоколу. Відповідно до однієї точки зору, яку висловив Jan Jirásek, протокол відмови виключає застосування Хартії в Польщі та Великій Британії. Інший поділяє Ingolf Pernice, і на його думку, протокол містить тільки тлумачення і не буде або практично не має правових наслідків.

### Чеський протокол
Під час ратифікації Лісабонського договору, президент Чехії Вацлав Клаус висловив стурбованість тим, що Хартія дозволить розв'язати судові справи перед судами ЄС сім'ям німців, які були вигнані з території сучасної Чехії після Другої світової війни, хоча правові експерти вважають, що декрети Бенеша, закони, за якими німці були вигнані, не підпадають під юрисдикцію законодавства ЄС. Після цього Клаус відмовився ратифікувати Лісабонський договір, якщо Чехія не буде вилучена з Хартії, як Польща і Велика Британія Лідери ЄС домовилися в жовтні 2009 року прийняти протокол в час, коли Чехію включать до наступного договіру, щоб переконати Клауса підписати Лісабонський договір,Згодом він його підписує.

У жовтні 2011 року, Сенат Чехії ухвалив резолюцію проти приєднання до протоколу. Пізніше, під час ратифікації Договору про вступ Хорватії до ЄС навесні 2012 року в Чехії, уряд зробив спробу провести комбіноване голосування з метою затвердження договору про приєднання та протоколу про відмову від Хартії. Та, враховуючи вплив опозиційних партій на Сенат, амбіції щодо відмови могли призвести до відхилення договору про приєднання Хорватії. В результаті, уряд вирішив розділити голосування.

Рада ЄС згодом запропонувала додати до Протоколу Чеську Республіку. Голосування Комітету Європарламенту з конституційних питань у проєкті доповіді в січні 2012 року заключило рекомендувати не задовольняти прохання Чеської Республіки, щодо внесення її до Протоколу. У доповіді стверджується, що Протокол не функціонує як загальна відмова від Хартії, а тільки дозволяє країнам обмежити застосування наступних законів ЄС, які описані виключно в Хартії. Таким чином, Чехія буде як і раніше підпорядковуватися Хартії, навіть якщо вона буде додана до Протоколу.
У жовтні 2012 року, Комітет проголосував за відмову у рекомендації вступу Чеської Республіки в Протокол. А 11 грудня 2012 року був написаний третій проєкт цієї доповіді. Вона була представлена на засіданні Парламенту 22 травня 2013, і Парламент ухвалив рекомендувати Європейській Раді «не розглядати пропоновану поправку до міжнародних договорів». Парламент дав свою згоду зважаючи на те, що Протокол не створить для Чехії нової конвенції .

## Текст Хартії
Хартія складається з 54 статей. що поділені на сім розділів. Перші шість — фундаментальні цінності: гідність, свобода, рівність, солідарність, права громадян та правосуддя. Останній, сьомий розділ, регулює та тлумачить застосування документу.
Розділ І «Гідність» (стаття 1-5) закріплює права та гарантії, які забезпечують гідне існування людської особистості в суспільстві: право на життя, заборона тортур, рабства тощо.
Стаття 3 «Право на особисту недоторканність» передбачає право кожної людини на фізичну недоторканність та недоторканність психіки. Зокрема, в галузі медицини та біології забезпечується право на добровільну та вільну згоду зацікавленої особи відповідно до встановленого законом порядку, заборона евгеністичної практики, передусім тієї, яка спрямована на селекцію людини, заборона використання людського тіла та його частин як таких як джерела прибутку, а також заборона репродуктивного клонування людських істот.
У розділі II «Свободи» (статті 6-19) зосереджено увагу на фундаментальних громадянських та політичних свободах, закріплених в Європейській конвенції з прав людини: право на свободу та особисту недоторканність, на повагу приватного та сімейного життя, на захист інформації особистого характеру, на укладення шлюбу та створення сім'ї, свободу думки, совісті та віросповідання, свободу мистецтва та науки тощо. Крім того, тут закріплюються певні соціальні права, такі як право на освіту, свободу професійної та підприємницької діяльності, а також право на труд, право власності, право на притулок.
Розділ III «Рівність» (статті 20-26) містить норми, спрямовані на забезпечення третьої цінності, зазначеної в преамбулі. Ця цінність ЄС виражена через такі права та принципи, як рівність перед законом, недискримінація, культурне, релігійне та лінгвістичне різноманіття, рівність жінок та чоловіків, права дітей та людей похилого віку, а також осіб із фізичними вадами.
Розділ IV «Солідарність» (статті 27-38) містить певні трудові права та відображає деякі положення Європейської соціальної хартії, яка вже стала частиною права ЄС: право працівників підприємства на інформацію та консультації, право на колективні переговори та колективні дії, у тому числі право на страйк, право на безкоштовну допомогу у працевлаштуванні тощо. Тут закріплюються права на соціальне забезпечення, охорону здоров'я та інші соціальні права і гарантії. Крім того, передбачається заборона дитячої праці, право на справедливі та рівні умови праці.
Розділ V «Права громадян» (статті 39-46) включає право на доступ до документів, право подання скарги на порушення прав людини до Омбудсмена ЄС, а також подання петиції до Європарламенту. Також до нього включено положень про можливість визнання свободи пересування та проживання в ЄС за громадянами третіх країн, які законно проживають на території однієї з держав, та «права на належне управління», яке являє собою комплекс повноважень та гарантій, що надаються громадянам Союзу та іншим фізичним та юридичним особам у їх відносинах з інститутами, органами та установами ЄС: право на неупереджений, справедливий розгляд своєї справи в розумний строк, право бути заслуханим, обов'язок адміністрації вмотивувати свої рішення, право на відшкодування збитків тощо.
Розділ VI «Правосуддя» (статті 47-49) закріплює не стільки права, скільки гарантії прав особистості, переважно в рамках кримінального процесу: ефективний судовий захист порушених прав, презумпція невинуватості, неприпустимість зворотної сили закону, який передбачає або посилює відповідальність, покарання, співмірне тяжкості злочину, тощо.
Розділ VII «Загальні положення, що регулюють тлумачення та застосування Хартії» (статті 50-54), є заключним. Його призначення: визначити умови та порядок застосування Хартії органами ЄС та державами-членами, а також урегулювати непросте питання про співвідношення Її норм з нормами інших джерел основних прав, прийнятих на універсальному, європейському та внутрішньодержавному рівнях.